# József Csikány
József Csikány   (Budapest, 26 d'abril de 1943) és un nedador i waterpolista hongarès, ja retirat, especialista en esquena, que va competir durant les dècades de 1950 i 1960.
En el seu palmarès destaquen dues medalles de bronze al Campionat d'Europa de natació, en els 200 metres esquena el 1962 i en els 4x100 metres estils el 1966. També guanyà dues medalles d'or i una de bronze a les Universíades.
El 1960 va prendre part en els Jocs Olímpics d'Estiu de Roma, on va disputar dues proves del programa de natació. En ambdues quedà eliminat en semifinals. Quatre anys més tard, als Jocs de Tòquio, tornà a disputar dues proves del programa de natació. Fou sisè en els 4x100 metres estils, mentre en els 200 metres esquena quedà eliminat en semifinals.
Es retirà de la natació poc abans dels Jocs Olímpics de 1968. Com a waterpolista continuà competint uns anys mes i el 1969 guanyà la lliga hongaresa amb el Ferencvárosi TC. A mitjans de la dècada de 1980 reprengué la seva activitat esportiva en categoria màster. En aquesta categoria ha guanyat una vintena de campionats del món i d'Europa i gairebé un centenar d'Hongria.